# Ернесто Бонтадіні
Ернесто Бонтадіні (італ. Ernesto Bontadini, 13 червня 1890 — 1975) був італійським архітектором. Бонтадіні був засновником CAI (Клуб альпіністів Італії) та Національної асоціації альпійських стрільців.

## Біографія
Ернесто Бонтадіні народився в Мілані 13 червня 1890 року, син Джузеппе Бонтадіні. Він вивчав архітектуру в Міланський політехнічний університет і закінчив його у 1919 році.
Бонтадіні був капітаном в Альпіні під час Першої світової війни, потім став полковником, був багатократно нагороджений і був великим любителем і експертом з гір, академічним професором Клубу альпіністів Італії (CAI) і засновником секції CAI в Мілан.
Бонтадіні взяв участь у V Миланській трієннале 1933 року, першій, що проходила в Палаццо Берноккі під керівництвом Джо Понті, представивши прототип «Альпійського притулку» — маленького дерев'яного будинку площею 40 квадратних метрів, який легко збирається і розбирається, встановленого на території Парк Семпіоне.
Його найпрестижніше твір — це Палаццо Бонтадіні на Віа Бліньї 44, поблизу Університет Бокконі, який він спроектував разом з Александро Риміні, з яким співпрацював у кількох проектах.
CAI присвятив йому притулок «Приют Бівакко Ернесто Бонтадіні» у Беллуно, на висоті понад 2500 метрів на Мармолада. Він також був журналістом і багато років писав для журналу «Rassegna di Architettura».
У 1929 році йому було доручено спроектувати реконструкцію міста Контрін, що належить Національній асоціації альпійських стрільців (ANA), включаючи нову каплицю.
Його роботи і малюнки зберігаються в Національному музеї колекції Сальче.

## Проекти і реалізації
- Палаццо Бонтадіні, розташоване на Віа Бліньї, 44, Мілан, спроектоване в 1929 році у співпраці з Александро Риміні, є прикладом архітектури 1920-х років у Мілані.
- Палаццо Риміні, розташоване на Віа Анеллі, 1, Мілан, спроектоване в 1951 році у співпраці з Александро Риміні. Ця будівля відома своїм раціоналістичним дизайном.
- Альпійський притулок, V Миланська трієннале, 1933.[3]

## Зовнішні посилання
- Ернесто Бонтадіні на Beni Culturali